# John Harbaugh
John Harbaugh, né le 23 septembre 1962 à Toledo dans l'Ohio, est un entraîneur américain de football américain. Il est actuellement l'entraîneur principal des Ravens de Baltimore de la National Football League (NFL). 
Son frère, Jim Harbaugh, est l'actuel entraîneur principal de l'équipe des Chargers de Los Angeles et l'était auparavant chez les 49ers de San Francisco. Les deux frères se sont affrontés lors du Super Bowl XLVII, remporté par les Ravens menées par John.

## Biographie

### Jeunesse
Harbaugh étudie à la Pioneer High School de Ann Arbor dans le Michigan. Durant cette période, son père, Jack, est un assistant de Bo Schembechler, entraînant l'université du Michigan. Par la suite, son père entraînera notamment les équipes universitaires des Broncos de Western Michigan et des Hilltoppers de Western Kentucky.
Il entre à l'université Miami (Ohio) et joue pour l'équipe de football américain des Redhawks comme defensive back.

### Carrière d'entraîneur

#### Université
John commence sa carrière d'entraîneur en 1984, devenant entraîneur des running backs et des linebackers extérieurs chez les Broncos de l'université de l'Ouest du Michigan. Il reste trois saisons à ce poste avant de rejoindre l'université de Pittsburgh en tant qu'entraîneur des tight ends des Panthers, mais il ne reste qu'une année. En 1988, il se fait confier le poste d'entraîneur des équipes spéciales et des defensive backs à l'université d'État de Morehead, mais là-aussi il ne reste qu'une saison.
En 1989, il devient le coordinateur des équipes spéciales des Bearcats de Cincinnati et trouve un poste stable, faisant huit saisons avec l'équipe de l'université de Cincinnati. Il tente sa chance à l'université de l'Indiana et leur équipe des Hoosiers, où il devient coordinateur des équipes spéciales et entraîneur des defensive backs, mais il ne fait une nouvelle fois qu'une saison.

#### Assistant avec les Eagles
En 1998, Harbaugh est appelé par Ray Rhodes, entraîneur principal des Eagles de Philadelphie en National Football League, pour le poste de coordinateur des équipes spéciales. La saison suivante, Andy Reid remplace Rhodes au poste d'entraîneur principal, mais Harbaugh conserve son poste au sein des Eagles. En 2004, Harbaugh est mentionné pour remplacer Gary Darnell comme entraîneur principal de l'équipe universitaire des Broncos de Western Michigan, qui a été la première équipe qu'Harbaugh a entraîné.
En 2007, après neuf saisons comme coordinateur des équipes spéciales, Reid promeut Harbaugh au poste d'entraîneur des defensive backs.

#### Entraîneur principal des Ravens
Le 19 janvier 2008, les Ravens de Baltimore annoncent John Harbaugh comme leur nouvel entraîneur principal après que Jason Garrett, alors coordinateur offensif des Cowboys de Dallas, ait refusé le poste. Quatre jours plus tard, Harbaugh engage Cam Cameron comme coordinateur offensif, avec qui Harbaugh avait travaillé sous ses ordres à l'université de l'Indiana en 1997.
Le 7 septembre 2008, John entraîne son premier match avec les Ravens contre les Bengals de Cincinnati, qui se solde par une victoire. Pour sa première saison en tant qu'entraîneur principal, il affiche un bilan de 11 victoires pour 5 défaites et qualifie son équipe pour les phases éliminatoires. Les Ravens passent le tour préliminaire contre les Dolphins de Miami et le tour de division contre les Titans du Tennessee, mais perdent lors du match de championnat de l'AFC contre les Steelers de Pittsburgh.
Le 26 janvier 2009, Harbaugh remplace Rex Ryan par Greg Mattison au poste de coordinateur défensif après que Ryan ait accepté le poste d'entraîneur principal des Jets de New York. La saison 2009 voit Baltimore finir avec 9 victoires contre 7 défaites et se qualifie une nouvelle fois pour la phase éliminatoire ; les Ravens passent le tour prélimaire contre les Patriots de la Nouvelle-Angleterre, mais s'inclinent lors du match suivant contre les Colts d'Indianapolis. En 2010, il qualifie son équipe pour la phase éliminatoire, mais celle-ci s'incline contre les Steelers de Pittsburgh.
Le 14 février 2011, il signe une prolongation de contrat de trois ans, le liant avec les Ravens jusqu'en 2014.
En 2012, il congédie le coordinateur offensif Cam Cameron après la 14e semaine d'activités et le remplace par Jim Caldwell. Malgré une fin de saison en dents de scie avec 4 des 5 derniers matchs perdus, il mène son équipe en éliminatoires avec un bilan de 10 victoires et 6 défaites. Les Ravens battent tour à tour les Colts d'Indianapolis, les Broncos de Denver et les Patriots de la Nouvelle-Angleterre, et se qualifient pour le Super Bowl XLVII. Contre les 49ers de San Francisco entraînés par son frère Jim, John et les Ravens battent les 49ers au score de 34 à 31.
| Équipe              | Saison        | Saison régulière | Saison régulière | Saison régulière | Saison régulière | Saison régulière | Phase finale (Playoffs) | Phase finale (Playoffs) | Phase finale (Playoffs) | Phase finale (Playoffs)                                                       |
| Équipe              | Saison        | G                | P                | N                | % victoires      | Classement       | G                       | P                       | % victoires             | Résultat                                                                      |
| ------------------- | ------------- | ---------------- | ---------------- | ---------------- | ---------------- | ---------------- | ----------------------- | ----------------------- | ----------------------- | ----------------------------------------------------------------------------- |
| Ravens de Baltimore | 2008          | 11               | 5                | 0                | 68,8             | 2e AFC Nord      | 2                       | 1                       | 66,7                    | Défaite contre les Steelers de Pittsburgh en finale de conférence             |
| Ravens de Baltimore | 2009          | 9                | 7                | 0                | 56,3             | 2e AFC Nord      | 1                       | 1                       | 50                      | Défaite contre les Colts d'Indianapolis en finale de division                 |
| Ravens de Baltimore | 2010          | 12               | 4                | 0                | 75               | 2e AFC Nord      | 1                       | 1                       | 50                      | Défaite contre les Steelers de Pittsburgh en finale de division               |
| Ravens de Baltimore | 2011          | 12               | 4                | 0                | 75               | 1er AFC Nord     | 1                       | 1                       | 50                      | Défaite contre les Patriots de la Nouvelle-Angleterre en finale de conférence |
| Ravens de Baltimore | 2012          | 10               | 6                | 0                | 62,5             | 1er AFC Nord     | 4                       | 0                       | 100                     | Victoire au Super Bowl XLVII contre les 49ers de San Francisco                |
| Ravens de Baltimore | 2013          | 8                | 8                | 0                | 50               | 3e AFC Nord      | -                       | -                       | -                       |                                                                               |
| Ravens de Baltimore | 2014          | 10               | 6                | 0                | 62,5             | 3e AFC Nord      | 1                       | 1                       | 50                      | Défaite contre les Patriots de la Nouvelle-Angleterre en finale de division   |
| Ravens de Baltimore | 2015          | 5                | 11               | 0                | 31,3             | 3e AFC Nord      | -                       | -                       | -                       |                                                                               |
| Ravens de Baltimore | 2016          | 8                | 8                | 0                | 50               | 2e AFC Nord      | -                       | -                       | -                       |                                                                               |
| Ravens de Baltimore | 2017          | 9                | 7                | 0                | 56,3             | 2e AFC Nord      | -                       | -                       | -                       |                                                                               |
| Ravens de Baltimore | 2018          | 10               | 6                | 0                | 62,5             | 1er AFC Nord     | 0                       | 1                       | 0                       | Défaite contre les Chargers de Los Angeles en barrage                         |
| Ravens de Baltimore | 2019          | 14               | 2                | 0                | 87,5             | 1er AFC Nord     | 0                       | 1                       | 0                       | Défaite contre les Titans de Tennessee en finale de division                  |
| Ravens de Baltimore | 2020          | 11               | 5                | 0                | 68,8             | 2e AFC Nord      | 1                       | 1                       | 50                      | Défaite contre les Bills de Buffalo en finale de division                     |
| Ravens de Baltimore | 2021          | 8                | 9                | 0                | 47,1             | 4e AFC Nord      | -                       | -                       | -                       |                                                                               |
| Ravens de Baltimore | 2022          | 10               | 7                | 0                | 58,5             | 2e AFC Nord      | 0                       | 1                       | 0                       | Défaite contre les Bengals de Cincinnati en barrage                           |
| Ravens de Baltimore | 2023          | 13               | 4                | 0                | 76,5             | 1er AFC Nord     | 1                       | 1                       | 50                      | Défaite contre les Chiefs de Kansas City en finale de conférence              |
| Ravens de Baltimore | Totaux Ravens | Totaux Ravens    | 160              | 99               | 61,8             |                  | 12                      | 10                      | 54,5                    |                                                                               |